# PET酶
PET酶(PET水解酶，PETase)是由2016年在日本堺市的一處垃圾掩埋場之中所發現的大阪堺菌（Ideonella sakaiensis）制造出来的一种水解酶。PET酶能將PET塑膠降解為其單體單-2-羥乙基對苯二甲酸(MHET)分子。MHET在細菌體內會進一步被MHET酶(MHETase)降解為羥乙基對苯二甲酸，接著在水中分解為對環境友善的對苯二甲酸與乙二醇，並且可為其他細菌利用，最終產生二氧化碳與水。
PET酶催化的反應式可簡單表示為：
(PET)n + H2O ⇌ (ethylene terephthalate)n-1 + MHET

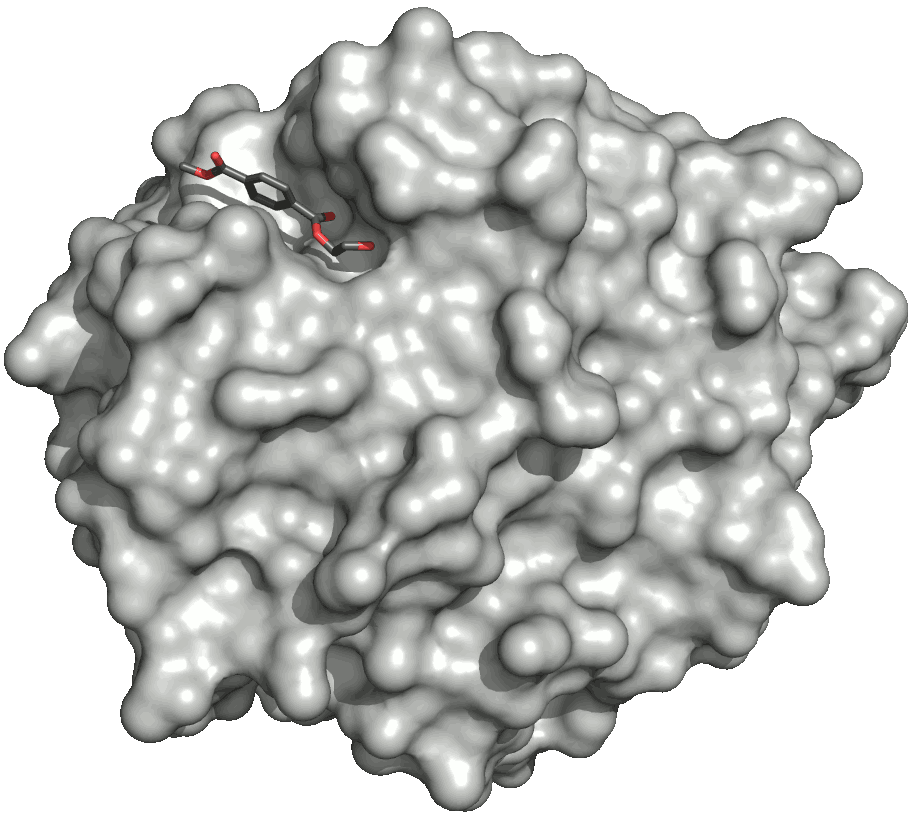
一個帶有兩處胺基酸突變(R103G及 S131A)的PET酶表面圖像，HEMT並接上了其活性位置。HEMT，1-(2-羥乙基) 4-甲基對苯二甲酸，是結構類似於MHET的物質，帶有多一處的甲醇酯化。PDBID: 5XH3

直至2018年，已經有數種立體結構被解析出來，包括5XH3（页面存档备份，存于）、5XH2（页面存档备份，存于）、5XG0（页面存档备份，存于）、5XFZ（页面存档备份，存于）、5XFY（页面存档备份，存于）、5YNS（页面存档备份，存于） 、5XJH（页面存档备份，存于）等。